# Урсуляк, Сергей Владимирович
Серге́й Влади́мирович Урсуля́к (род. 10 июня 1958, Петропавловск-Камчатский) — российский кинорежиссёр, сценарист и продюсер; лауреат Государственной премии России (2016).

## Биография
Родился 10 июня 1958 года в Петропавловске-Камчатском в семье военнослужащего, капитана второго ранга Владимира Константиновича Урсуляка (1931—1996), выпускника Севастопольского высшего военно-морского училища (Крым).
Мать, Эмилия Сергеевна Урсуляк (урождённая Харина), преподавала русский язык и литературу в школе.
Отец был родом из Слободки-Балинской (Каменец-Подольского района) Хмельницкой области (Западная Украина); бабушка со стороны отца Анна Петровна Урсуляк в годы немецкой оккупации была заключена в еврейское гетто в Транснистрии.
Детство прошло в Электростали, Магадане и Хабаровске, а в десятый класс он вновь пошёл в городе Электросталь. Брат Денис (род. в 1963 г., Магадан) — Первый заместитель Председателя Правления АО «МСП Банк», Член Правления.
В 1979 году окончил актёрское отделение Театрального училища имени Б. В. Щукина (мастерская Евгения Рубеновича Симонова). До 1991 года играл в театре «Сатирикон». В 1993 году окончил Высшие курсы сценаристов и режиссёров (мастерская Владимира Яковлевича Мотыля).
Режиссёрским дебютом стал художественный фильм «Русский регтайм», снятый в 1993 году.
В 2023 году назначен президентом кинофестиваля «Окно в Европу».
В марте 2024 года стал наставником конкурса дебютов Института развития интернета.

### Телевидение
В 1995—2001 годах являлся режиссёром телепрограммы Дог-шоу «Я и моя собака» (НТВ). В 1999—2000 годах работал над документальным циклом телевизионных передач «Новейшая история» с Евгением Киселёвым (НТВ).
С июня 2002 по август 2005 был автором и ведущим цикла документальных программ «Пёстрая лента» (ТВС, с 2003 — «Первый канал»).

## Семья
Первая жена — Галина Кязим кызы Надирли (род. 10 марта 1956), актриса, выпускница 1979 года Высшего театрального училища имени Б. В. Щукина в Москве (художественные руководители курса — Вера Львова, Евгений Симонов), однокурсница Сергея Урсуляка и Юрия Нифонтова (первого мужа Лики Нифонтовой).
Дочь — Александра Урсуляк (род. 4 февраля 1983, Москва), актриса театра и кино, в 2003 году окончила актёрский факультет Школы-студии МХАТ в Москве (руководители курса — Дмитрий Брусникин и Роман Козак) и была принята в труппу Московского драматического театра имени А. С. Пушкина, где и играет.
Вторая жена — Лика Нифонтова (род. 5 марта 1963, Казань), актриса театра и кино, выпускница 1984 года Высшего театрального училища имени Б. В. Щукина в Москве (художественный руководитель курса — Альберт Буров), с 1984 года играет в московском театре «Сатирикон», народная артистка Российской Федерации (2005). Стали жить вместе с 1986 года. Свадьбу не играли, просто пошли в ЗАГС и расписались.
Дочь — Дарья Урсуляк (род. 2 апреля 1989, Москва), актриса театра и кино, в 2014 году окончила Театральный институт имени Бориса Щукина (художественный руководитель курса — Владимир Иванов), с 2013 года играет в Российском государственном театре «Сатирикон» имени Аркадия Райкина в Москве.

## Фильмография
| Год  |     | Название                                      | примечание          |
| ---- | --- | --------------------------------------------- | ------------------- |
| 1993 | ф   | Русский регтайм                               | режиссёр            |
| 1995 | ф   | Летние люди                                   | режиссёр, сценарист |
| 1997 | док | Записки из Мёртвого дома                      | режиссёр            |
| 1998 | ф   | Сочинение ко Дню Победы                       | режиссёр            |
| 1999 | док | «Президент Всея Руси»                         | режиссёр            |
| 2002 | с   | Неудача Пуаро                                 | режиссёр, сценарист |
| 2004 | ф   | Долгое прощание                               | режиссёр, сценарист |
| 2007 | с   | Ликвидация                                    | режиссёр            |
| 2009 | с   | Исаев                                         | режиссёр            |
| 2010 | док | «Константин Райкин. Один на один со зрителем» | режиссёр            |
| 2012 | с   | Жизнь и судьба                                | режиссёр            |
| 2015 | с   | Тихий Дон                                     | режиссёр            |
| 2018 | с   | Ненастье                                      | режиссёр            |
| 2019 | тф  | Одесский пароход                              | режиссёр            |
| 2023 | ф   | Праведник                                     | режиссёр            |

## Награды
Государственные награды
- Премия Правительства Российской Федерации в области культуры (2015) — за создание телевизионного художественного фильма «Жизнь и судьба»[31].
- Государственная премия Российской Федерации в области литературы и искусства (2016) — за вклад в развитие отечественного киноискусства[32].

Кинофестиваль «Кинотавр»
- Премия «Кинотавра» («За дебют», специальный приз, 1993) — за художественный фильм «Русский регтайм».
- Премия «Кинотавра» («Бриллиантовая роза», Гран-при, 1996) — за художественный фильм «Летние люди».

Кинопремия «Ника»
- Кинопремия «Ника» (специальный приз «За творческие достижения в искусстве телевизионного кинематографа», 2008) — за художественный фильм «Ликвидация».
- Кинопремия «Ника» (специальный приз «За творческие достижения в искусстве телевизионного кинематографа», 2013) — за художественный фильм «Жизнь и судьба».

Премия ФСБ России
- Премия ФСБ России (номинация «Кино- и телефильмы», 2008) — за художественный фильм «Ликвидация» (совместно с Зоей Кудрей)[33].
- Премия ФСБ России (номинация «Кино- и телефильмы», 2009) — за художественный телевизионный сериал «Исаев».

Кинопремия «Золотой орёл»
- Кинопремия «Золотой орёл» (номинация «Лучший телевизионный сериал», 2009) — за художественный фильм «Ликвидация».
- Кинопремия «Золотой орёл» (номинация «Лучший телевизионный сериал», 2011) — за художественный телевизионный сериал «Исаев».
- Кинопремия «Золотой орёл» (номинация «Лучший телевизионный сериал», 2017) — за художественный фильм «Тихий Дон».
- Кинопремия «Золотой орёл» (номинация «Лучший телевизионный сериал», 2019) — за художественный фильм «Ненастье».
- Кинопремия «Золотой орёл» (номинация «Лучшая режиссёрская работа», 2023) — за художественный фильм «Праведник».

Награды и премии
- Премия имени Мирона Черненко (Гильдия киноведов и кинокритиков России, 2004) — за виртуозный перевод прозы Юрия Трифонова на язык кино.
- Премия «Человек года» (Федерация еврейских общин России, 2008) — за вклад в искусство кино.
- Нагрудный знак РФ «За вклад в российскую культуру» (Министерство культуры Российской Федерации, 2018)[34]
- Приз за вклад в мировой кинематограф (Московский международный кинофестиваль, 2024)[35]
- Царскосельская художественная премия (2024)[36].
- Премия имени Анатолия Лысенко (2024) - в номинации «За достижения»[37][38][39][40].

## Статьи и публикации
- Аннинский Л. Еврейский тайм-аут // Искусство кино. 1993. № 11;
- Абдуллаева З. Письмо // Сеанс. 1996. № 12;
- Туровская М. «Кинотавр» в отсутствие Процесса и События, или Осколки зеркала // Искусство кино. 1998. № 11.
- Эдельштейн М, Мамедов А. «Жизнь и судьба»: интерпретации // Лехаим : литературно-публицистический журнал. — 2012. — 12 декабря (№ 248). — ISSN 0869-5792.
- Владимир Кара-Мурза-ст. Засаленная колода болтунов // Собеседник : еженедельная газета. — 2015. — 6 декабря (№ 46). — ISSN 0235-4268.
- Что покажет телеканал ТВС // Коммерсантъ : газета. — 2002. — 27 мая (№ 88). — С. 5. — ISSN 1563-6380.
- Сергей Урсуляк, Ксения Ларина (8 ноября 2002). Премьера телесериала «Неудача Пуаро» на ТВС. «Пёстрая лента». Радиостанция «Эхо Москвы». Дата обращения: 24 апреля 2017.
- Виктор Чепуров. Чепурова была первой, а не Чепурнова // Труд : газета. — 2002. — 28 ноября (№ 214). — ISSN 1025-1189.
- Новости телеканалов // Новая газета. — 2003. — 18 августа (№ 60).